# Dreiecksbeziehung
Eine Dreiecksbeziehung, Dreierbeziehung, Triade, Ehe zu dritt oder auch französisch ménage à trois ‚Dreierverhältnis‘ ist eine Partnerschaft oder eine Sexualbeziehung, bei der drei Personen beteiligt sind, also keine monogame Liebesbeziehung. Dabei kann eine Person zwei separate Einzelbeziehungen führen („V-Konstellation“); im strengeren Sprachgebrauch bezeichnet Dreiecksbeziehung eine Beziehung, bei der alle drei Personen zueinander Beziehungen unterhalten (so wie in einem Dreieck jeder Eckpunkt mit jedem anderen Eckpunkt verbunden ist). Die Dreiecksbeziehung als Form der Polyamorie ist vom flotten Dreier, der die Sexualpraktik zwischen drei Personen beschreibt, zu unterscheiden.

## Motive für Dreiecksbeziehungen
Geschlecht, Alter und familiäre Nähe schließen Dreiecksbeziehungen nicht aus. Im Hinblick auf eine bestehende Paarbeziehung werden Dreiecksbeziehungen entweder als Bereicherung gerühmt oder als Untreue, Verrat und Sünde gegeißelt. Sie können durch Absprache der Partner zustande kommen (Toleranzmodell, sogenannte offene Beziehung). Die Unvollkommenheit einer Paarbeziehung wird als eine mögliche Ursache beim Entstehen von Dreiecksbeziehungen gesehen. Dreiecksbeziehungen werden manchmal als Ausweg oder Korrektiv einer Paarbeziehung gesehen. Im Gegensatz dazu können Dreiecksbeziehungen als möglicher Bestandteil von Polyamorie als sogenanntes Polykül entstehen, welche auf der Absicht gründen, die gewünschten Beziehungen langfristig und vertrauensvoll miteinander zu gestalten.
Dreiecksbeziehungen können die eigene sexuelle Spannung entlasten, Bedürfnisse nach freundschaftlich gefärbter Erotik befriedigen, es ermöglichen, sexuelle Spezialitäten auszuleben, eine Animierfunktion erfüllen, einen der Partner disziplinieren oder demütigen oder ein Instrument eigener Selbstbehauptung sein.

## Mögliche Probleme
Bei besitzergreifender Eifersucht kann es zu Gewaltanwendungen und zur Trennung vom bisherigen Partner kommen (Ausschließlichkeitsmodell). Probleme kann es auch geben, wenn die Person mit zwei Beziehungen eine oder beide Beziehungen heimlich führt oder beide Beziehungen offen auslebt wie in einer offenen Beziehung.

## Herkunft des Begriffes
In Ibsens Schauspiel Hedda Gabler findet sich die Bezeichnung „Dreieckiges Verhältnis“.
In seinen Kommentaren zu den Kupferstichen Hogarths schreibt Lichtenberg 1799 von einem „Glückseligkeits-Triangel“.
Er nimmt dabei Bezug auf eine ältere italienische Wendung: „Triangolo equilaterato heißt in Italien das häusliche Glückseligkeitssystem aus Mann, Frau und Amant.“

## Dreiecksbeziehungen in der Kunst

### Filme (Auswahl)
- Abram Room: Bett und Sofa (Sowjetunion 1927)
- Marc Allégret: Der Ball des Comte d’Orgel, nach dem gleichnamigen Roman von Raymond Radiguet (1970)
- Woody Allen: Vicky Cristina Barcelona (2008)
- Bertrand Blier: Die Ausgebufften (1974)
- Robert Bresson: Die Damen vom Bois de Boulogne (1945)
- Terence Davies: The Deep Blue Sea (2011)
- Andrew Fleming: Einsam Zweisam Dreisam (1994)
- Dominik Graf: Die geliebten Schwestern (2014)
- Philip Kaufman: Henry & June (Henry Miller und Anaïs Nin) (1990)
- Ernst Lubitsch: Serenade zu dritt (1933)
- Angela Robinson: Professor Marston & The Wonder Women (2017)
- Nicolas Roeg und Donald Cammell: Performance (1970)
- Salvador García Ruiz: Luftschlösser (Castillos de Cartón) (2009)
- Rolf Schübel: Ein Lied von Liebe und Tod – Gloomy Sunday (1999), nach dem Roman Lied vom traurigen Sonntag von Nick Barkow
- Coline Serreau: Warum nicht! (1977)
- François Truffaut: Jules und Jim (1962)
- Tom Tykwer: Drei (2010)
- Xavier Villaverde: The Sex of Angels (2011)
- Andrzej Żuławski: Die Treue der Frauen (2000)

### Musik
- David Crosby: Triad (zuerst aufgenommen 1967 mit seiner Band The Byrds; zuerst veröffentlicht 1968 in der Version von Jefferson Airplane; Live-Version 1971 von Crosby, Stills, Nash & Young auf dem Album 4 Way Street)

### Bekannte Beispiele
- Jean-Paul Sartre und Simone de Beauvoir
- Nelly Barth, Karl Barth, Charlotte von Kirschbaum
- Raoul Hausmann, Vera Broido
- Lou Andreas-Salomé, Friedrich Nietzsche